# Acharya S
Acharya S, pseudonimo di Dorothy Milne Murdock (27 marzo 1960 – 25 dicembre 2015), è stata una scrittrice statunitense, conosciuta per la sua tesi secondo cui Gesù Cristo sarebbe una figura interamente mitologica, costruita unendo tematiche mitologiche di divinità pre-cristiane (tra cui Mitra, Osiride, Horo, Adone, Attis, Ercole e Dioniso).
Le sue tesi sono state prese come fonte principale nel web film Zeitgeist: The Movie, nella parte riguardante Gesù. 

## Biografia e studi
Secondo il suo sito Dorothy Milne Murdock si è laureata al Franklin e Marshall College in discipline Classiche e Civiltà Greca. Ha studiato la lingua greca per un anno in Grecia, presso la Scuola americana di studi classici di Atene (ASCSA). È morta per tumore al seno a 55 anni, curiosamente proprio nel giorno 25 dicembre (Natale di Gesù, Mitra e Sol Invictus, di cui trattavano i suoi libri) del 2015, lasciando un figlio, Jason.
I suoi studi paiono essere una ripresa delle tesi dello studioso francese Paul-Louis Couchoud e dello scrittore svizzero-italiano Emilio Bossi.

## Accoglienza nel mondo scientifico dei suoi studi
Le tesi di Acharya S. sono state molto criticate, anche in modo trasversale, sia da apologeti cristiani come Michael R. Licona, Joel McDurmon e James Patrick Holding, come anche dall'ateo Richard Carrier.

## Pubblicazioni
- The Christ Conspiracy: The Greatest Story Ever Sold, Adventures Unlimited Press, 1999
- Suns of God: Krishna, Buddha and Christ Unveiled, publisher=Adventures Unlimited Press, 2004
- Who Was Jesus? Fingerprints of The Christ, Stellar House Publishing, 2007
- Christ in Egypt: The Horus-Jesus Connection, Stellar House Publishing, 2009
- The Gospel According to Acharya S., Stellar House Publishing, 2009
- Con Peter Joseph (coautore), The Zeitgeist Sourcebook - Part 1: The Greatest Story Ever Told, 2011
- Did Moses Exist? The Myth of the Israelite Lawgiver, Stellar House Publishing, 2014